# Naigani Island
Naigani Island är en ö i Fiji.   Den ligger i divisionen Centrala divisionen, i den nordöstra delen av landet, 70 km norr om huvudstaden Suva. Arean är 2,1 kvadratkilometer.
Terrängen på Naigani Island är platt. Öns högsta punkt är 182 meter över havet. Den sträcker sig 2,0 kilometer i nord-sydlig riktning, och 1,9 kilometer i öst-västlig riktning.